# Брелок
Брело́к (от фр. breloque) — аксессуар; украшение, выполненное в виде подвески на цепочке, браслете, кольце для ключей и другом. Обычно используется в декоративных и рекламных целях. Брелок способствует уменьшению вероятности потери ключей за счёт увеличения размера и массы связки. Брелок также может выполнять дополнительную полезную функцию, например, представлять собой мини-фонарик, дистанционный пульт управления для автомобиля, открывалку для бутылок, пудреницу и так далее. Брелок — типичный сувенир или подарок.

## История
История брелоков уходит в глубокую древность, известно, что они были чрезвычайно модны в XVIII веке и вплоть до второй половины XIX века. Денди носили их на цепочках для часов. Каждый уважающий себя денди имел на своей цепочке более десяти брелоков из различных материалов, большей частью из золота. Эти брелоки часто имели причудливую форму и были украшены с большой изысканностью различными материалами: слоновой костью, драгоценными камнями, эмалью. В среде аристократов-денди были разработаны свои правила сочетания брелоков и их ношения. Брелоки у элегантного кавалера чуть позвякивали, привлекая к ним внимание окружающих дам. Но уже в середине XIX века количество брелоков на цепочке уменьшилось до 2—3, и их стали воспринимать больше как сувениры-воспоминания, например, брелок на память от любимой женщины.
Постепенно брелоки как украшения совсем перестали носить. В XX веке их стали использовать практически только с одной утилитарной целью — в качестве подвески для связки ключей. Но и в этом качестве брелок по-прежнему остался популярным у дизайнеров — появились брелоки-амулеты, брелоки-сувениры. Совместив брелоки с различными функциональными предметами, дизайнеры создали брелоки-свистки, брелоки-фонарики, брелоки-рулетки и многочисленные брелоки-открывалки. В начале XXI века появился новый вид брелоков — flash-накопителей, а также стало популярным использование брелоков в качестве украшений для мобильных телефонов.

## Словоупотребление
Литературная форма слова — «брелоки», однако в разговорной речи также используется форма «брелки».
Слово брелок произошло от французского breloque, поэтому «ок» в слове «брелок» изначально являлось частью корня, а не суффиксом. Такое изменение может быть объяснено переразложением: часть корня стала восприниматься носителями как суффикс (по аналогии с «грибок», «звонок» и т. д.). Это подтверждается и употреблением в разговорной речи уменьшительно-ласкательной формы «брелочек», где «очек» суффикс (вместо «брелокочек» или «брелокчек»), а ссылка на корень в другом языке не является релевантной (например «клипсы», «клипса»). 
Орфографический словарь Российской академии наук под редакцией В. В. Лопатина провозглашает формы «брелока» и «брелка» как равнозначные.

## В классике
Но люди в брелоках высоко брюзгливы
И вежливо жалят, как змеи в овсе.Пастернак. «Сестра моя — жизнь и сегодня в разливе…»
Даже Нагульнов и тот подобрел в отношении Якова Лукича.
— …Иной есть инженер гад и нутряная контра, по духу его давно бы надо прислонить к стенке, но его не присланивают, а дают ему работу и говорят: «Ты учёный человек! На тебе деньги, жри в три горла, покупай бабе своей шёлковые чулки на утеху, но крути своими мозговыми шариками, делай инженерские дела на благо мировой революции!» И он делает. Хотя и косоротится на старую жизню, а делает. Расстреляй его — что с него получишь? Ношеные штаны да, может, часы с брелоком останутся.Шолохов. «Поднятая целина»
На медлительных лапках
Могучая тля,
Всем обиженным — волк,
Всем нищим — братец,
Он знал —
По нему
Не будут стрелять,
И стоял,
Шевеля брелками,
Не пятясь.Павел Васильев. «Соляной бунт»

## Галерея
- Брелок-босоножка
- Брелок-головоломка
- Брелок-цифра
- Брелок-оружие (Куботан)
- Брелок из кожи
- Брелок из металла
- Брелок-контейнер (например, для таблеток)
- Тритиевый брелок, обладающий слабым свечением.